# Балкаров, Магомет Измайлович
Магомет (Магомед) Измайлович Балкаров (1912—1988) — советский учёный и работник здравоохранения, доктор медицинских наук, профессор.
Автор более 100 научных работ, в том числе нескольких монографий, по вопросам организации санаторно-курортного лечения. Был председателем республиканского терапевтического общества, а также членом Всесоюзного и Всероссийского общества курортологов.

## Биография
Родился 15 декабря 1912 года в крестьянской семье в селении Нижний Курп Терской области, ныне Терского района Кабардино-Балкарской Республики.
В 1930 году окончил сельскохозяйственную школу в Муртазово, а в 1932 году — рабфак. В этом же году поступил в Ростовский государственный медицинский институт (ныне Ростовский государственный медицинский университет), который окончил в 1938 году. До начала Великой Отечественной войны Балкаров работал заведующим врачебным участком в селе Баксан, а затем — заведующим терапевтическим отделением Баксанской межрайонной больницы.
В годы войны служил капитаном медицинской службы, был ведущим хирургом эвакогоспиталя № 942. Военную службу оставил в декабре 1943 года в звании майора и в 1944 году был назначен заместителем министра здравоохранения Кабардино-Балкарской АССР, в должности которого оставался на протяжении четырёх лет.
В 1948 году Магомет Измайлович возглавил курорт «Нальчик», которым руководил на протяжении 22 лет. В 1954 году он защитил кандидатскую диссертацию на тему «Курортные ресурсы Кабардинской АССР», а в 1964 году — докторскую диссертацию на тему «Минеральные воды курорта Нальчик и их лечебное значение : (Клинико-экспериментальное исследование)». С конца 1960-х годов М. И. Балкаров заведовал кафедрой пропедевтической и факультетской терапии медицинского факультета Кабардино-Балкарского государственного университета, оставаясь при этом в должности научного консультанта курорта «Нальчик». Под его руководством защищено несколько докторских и кандидатских диссертаций.
Умер 27 октября 1988 года в Нальчике. Был похоронен на Городском христианском кладбище Нальчика.
В Нальчике именем М. И. Балкарова названа в 1992 году улица (бывшая Берёзовая).

## Заслуги
- Был награждён орденом Ленина и рядом медалей.
- Заслуженный врач РСФСР (04.07.1957), Заслуженный деятель науки КБАССР, награждён медалями.
- Удостоен знака «Отличник здравоохранения».